# Тьєррі Боде
Тьєррі Боде́ (нід. Thierry Henri Philippe Baudet; нар. 28 січня 1983, Хемстеде, Нідерланди) — нідерландський політик. Засновник і лідер політичної партії «Форум за демократію» (нід. Forum voor Democratie, скор. FvD). Депутат Палати Представників і лідер своєї фракції у нідерландському Парламенті.

## Біографія
Тьєррі Анрі Філіпп Боде народився 28 січня 1983 року у місті Гемстеде, у нідерландський провінції Північна Голландія. Закінчив Амстердамський університет, працював адвокатом. У 2016 році заснував консервативну політичну партію «Форум за демократію», у основу ідеології якої лягли принципи євроскептицизму і цивільного націоналізму.
Партія брала участь у загальних виборах 2017 року, отримавши два місця у Палаті представників Парламенту Нідерландів, а відтак набрала більше всього мандатів на провінціальних виборах 2019 року. Тьєррі Боде отримав загальноєвропейську відомість, коли виступив проти угоди з Україною на референдумі про підписання угоди про асоціацію між Україною і Європейським союзом 2016 року. Зібрав понад 60 тис. підписів за припинення розширення Євросоюзу. Є прибічником повного обмеження зовнішньої міграції у Євросоюз і заборони на включення у Євросоюз менш развинених східноєвропейських країн, таких як Україна.
У березні 2017 року Боде пройшов у парламент, його партія отримала 1,78 % голосів і два парламентських мандати. Відтоді партія дуже швидко зростає (налічує понад 30 000 членів) і на кінець 2018 року перемістилася з дванадцятого на четверте місце у таблиці чисельності нідерландських партій.
На провінціальних виборах у Нідерландах у березні 2019 року його партія посіла перше місце за числом прибічників у трьох провінціях Нідерландів, і у цілому по країні.

## Політичні погляди
Тьєррі Боде — упевнений євроскептик і супротивник міграції. Він вважає, що Євросоюз знаходиться на порозі катастрофи. Його партія запропонувала «Закон о захисті голландських цінностей», котрий включає заборону на фіктивні шлюби, на елементи одягу, які закривають обличчя тощо.

Виступаючи перед своїми прибічниками, після перемоги на виборах, Тьєррі Боде звинуватив у проблемах Євросоюзу владу, заявивши наступне:
«Ми більше не віримо у Нідерланди, це точно. Ми не віримо у Західну цивілізацію. Не віримо у нашу мову, яка зникла з наших університетів. Ми більше не віримо у наше мистецтво, наше минуле. Ми більше не відзначаємо наші національні свята. І серед відсутності віри, у цьому величезному вакуумі — духовному і культурному — виникла єресь, нова і неминуча релігія, політична теологія: картель».
Боде і його прибічники вимагають виключити перспективу членства України у ЄС і НАТО. На їхню думку, це призведе до серйозних дестабілізуючих наслідків для Центральної Європи. Виступає за зближення Нідерландів з Росією.
Тьєррі Боде упевнений, що у Нідерландах необхідно провести референдум про вихід з Євросоюзу, за прикладом Великої Британії.
В інтерв'ю, даному в жовтні 2022 року, Боде просував теорію змови про те, що світом керують "злі рептилоїди". Він також заявив, що є шанувальником Володимира Путіна, якого назвав "героєм, який нам потрібен". За його словами, російський президент - єдиний, хто може взятися за еліту.